# Портрет Джейн Сеймур, королеви Англії
«Портре́т Джейн Се́ймур, короле́ви А́нглії» (нім. Porträt der Jane Seymour, Königin von England) — картина німецького живописця Ганса Гольбейна молодшого (1498—1543). Створена близько 1536 року. Зберігається у Музеї історії мистецтв у Відні (інв. №GG 881). Картина походить із колекції Томаса, графа Арундела, з 1654 року; зареєстрована у імператорській колекції з 1720 року.

## Опис
На портреті зображена Джейн Сеймур (1508—1537), яка з'явилась при лондонському дворі у 1530 році. Вона була фрейліною двох королев — Катерини Арагонської та Анни Болейн. Генріх VIII одружився з нею у 1536 році. Вона померла в 1537 році, народивши королю хлопчика, спадкоємця престолу — майбутнього короля Едуарда VI.
Це один із найперших портретів пензля Гольбейна, написаних ним після того, як він став придворним живописцем Генріха VIII у 1536 році. На цьому полотні Гольбейн із ретельністю зобразив усі найменші деталі: шви на одязі, прозорі мережева, вишивку та вишукано зав'язаний головний убір. Чепець і сукня прикрашені перлинами, оздоблення поясу повторюють той самий мотив. На Джейн Сеймур надіте подвійне намисто із дорогоцінною підвіскою, а на грудях — золота брошка із літерами «IHS». На пальцях лівої руки Джейн Сеймур зображені дві обручки — з рубіном і сапфіром. Цей портрет — один із найбільш виразних прикладів того інтересу, який художник відчував до костюмів персонажів.
Попри те що, світло лягає на шкіру кольору слонової кістки і окреслює риси обличчя та значний вигляд, на картині збереглась пластика в архаїчному дусі. У наступних роботах аж до самої смерті у 1543 році, Гольбейн втілював релігійне прагнення повернути людині усвідомлення глибокого і таємного сенсу існування.